# Sagiv Yehezkel
Sagiv Yehezkel (Rishon LeZion, 21 de marzo de 1995) es un futbolista israelí que juega en la demarcación de centrocampista para el Maccabi Tel Aviv FC de la Liga Premier de Israel.

## Selección nacional
Tras jugar en las categorías inferiores de la selección, finalmente hizo su debut con la selección de fútbol de Israel en un partido amistoso contra Zambia que finalizó con un resultado de 4-2 a favor del combinado israelí tras los goles de Tai Baribo, Dean David, Dan Glazer y Itamar Shviro para Israel, y de Kings Kangwa y Larry Bwalya para Zambia.

## Clubes
| Club                                   | País    | Año       | Partidos | Goles |
| -------------------------------------- | ------- | --------- | -------- | ----- |
| Hapoel Tel Aviv FC                     | Israel  | 2014-2016 | 51       | 9     |
| Maccabi Tel Aviv FC                    | Israel  | 2016-2017 | 18       | 1     |
| Hapoel Ironi Kiryat Shmona FC (cedido) | Israel  | 2017-2018 | 21       | 1     |
| Bnei Yehuda Tel Aviv FC (cedido)       | Israel  | 2018-2019 | 15       | 1     |
| FC Ashdod                              | Israel  | 2019-2021 | 68       | 22    |
| Hapoel Be'er Sheva FC                  | Israel  | 2021-2023 | 85       | 16    |
| Antalyaspor                            | Turquía | 2023-2024 | 13       | 6     |
| Maccabi Tel Aviv FC                    | Israel  | 2024-     | 25       | 4     |

## Palmarés

### Títulos nacionales
| Título                 | Club                   | País   | Año  |
| ---------------------- | ---------------------- | ------ | ---- |
| Copa de Israel         | Hapoel Be'er Sheva     | Israel | 2022 |
| Supercopa de Israel    | Hapoel Be'er Sheva     | Israel | 2022 |
| Copa Toto Al           | Maccabi Tel Aviv F. C. | Israel | 2025 |
| Liga Premier de Israel | Maccabi Tel Aviv F. C. | Israel | 2025 |